# Ephippiandra perrieri
Ephippiandra perrieri är en tvåhjärtbladig växtart som först beskrevs av Alberto Judice Leote Cavaco, och fick sitt nu gällande namn av D.H. Lorence. Ephippiandra perrieri ingår i släktet Ephippiandra och familjen Monimiaceae. Inga underarter finns listade i Catalogue of Life.